# Кріс Корм'є
Кріс Корм'є (англ. Chris Cormier; 19 серпня 1967) — професійний бодібілдер. Мета в бодібілдингу: була роздобути «Потрійну корону» — Містер Олімпія, Арнольд класик і GNC шоу. Його кумиром був знаменитий атлет Лу Ферріго.

## Біографія
З 12-річного віку почав займатися бодібілдінгом. Вступив до коледжу в 16 років і там почав серйозну підготовку до своїх перших змагань. Через два роки дебютував на конкурсі «Палм Спрінг 85». У 1993 році виграв Чемпіонат США. Розквіт професійної кар'єри почався після 1 місця на 19-й «Ночі чемпіонів» у 1997 році. Після перемоги на «Ironman Pro Invitational» 1999, 2000 і 2001 року, зайняв 2-е місце на «Арнольд Класік 2001». До 2005 року виграв ще кілька турнірів серії «Гран Прі» та «Сан-Франциско Про» 2001 і 2005 р У 2007 році завершив кар'єру в бодібілдингу.
Хранитель традиції «вичав останнє» із спортзалу. Кріс тренувався без зупинки, навіть коли організм «повертав назад» передтренувальний шейк, коли йшла носом кров і від запаморочення тренажерний зал плив перед очима.

## Антропометрія
- Зріст: 178 см
- Змагальний вага: 114 кг
- Вага в міжсезоння: 129 кг

## Досягнення
- Арнольд Класік — 2 місце (2002, 2003, 2004), 3 місце (1999), 4 місце (1994),
- Містер Олімпія — 5 місце (2004)
- Ironman Pro Invitational — 1 місце (1999)
- Сан-Франциско Про - 1 місце (2001, 2005)